# Pierre Billon (auteur-compositeur)
Pour les articles homonymes, voir Pierre Billon et Billon.
 (mars 2010).
Pierre Billon, né le 24 juillet 1947 dans le 12e arrondissement de Paris, est un directeur artistique, parolier, compositeur et chanteur français.

## Biographie

### Famille
Pierre Billon est le fils de la chanteuse Patachou et de Jean Billon, ingénieur chez Gnome et Rhône, le filleul (laïc) de Georges Brassens et l'oncle du jeune comédien Pierre-Antoine Billon.

### Carrière
Au début des années 1970, il est percussionniste au sein du groupe Labyrinthe. Durant cette période, il travaille également avec Dick Rivers, pour lequel il écrit quelques chansons - When the plane, Je ne veux pas que tu pleures, On n'en parlait pas dans les journaux (en collaboration avec Alain Bashung), Lookin’ through the window. Il a été également batteur pour Michel Mallory, avant de se lancer dans une carrière solo, sans parvenir à percer. Il devient alors directeur artistique.
Ami d'enfance de Michel Sardou, il entre chez Tréma et collabore avec lui (et aussi Catherine Lara), en tant que parolier ou compositeur sur une trentaine de chansons ; il réalise également les albums Je Vole, Verdun et Victoria.
Sa collaboration avec Sardou s'achève au début des années 1980. Il travaille alors avec Johnny Hallyday, pour lequel, en tant que directeur artistique, il réalise dix albums de 1982 à 1984.
Parallèlement, il produit l'album solo de Joëlle après la dissolution du groupe Il était une fois[source insuffisante].
Il compose également des génériques de jeux télévisés[source secondaire nécessaire], notamment celui du Bigdil de Vincent Lagaf', du Millionnaire de Philippe Risoli et de Slam avec Cyril Féraud, et de divertissements (40° à l'ombre, C'est l'été, C'est toujours l'été). En 2009, il remixe le générique de la version 2001 du Juste Prix.
Il travaille à de nombreuses reprises avec Éric Bouad (ancien guitariste de Hallyday et membre des Musclés). De cette collaboration naissent les titres Tao Bi le lapin, Bienvenu tout nu, Back in Nashville, Con Edison ou encore La Bamba triste. Cette dernière chanson improbable et surréaliste passe inaperçue à sa sortie en 1984 mais ressurgit en 2009 et atteint plusieurs millions de vues. Pierre Billon explique au journal Monde « Elle n’était pas au rendez-vous. Trop en avance ou trop en retard, c’est du Philippe Katerine avant l’heure ». Il confie aussi son plaisir à utiliser des rimes et des textes compliqués, et confesse l'usage de stupéfiants à l'époque de la composition du morceau.
En 2001, il s'associe avec Jean Mora (un autre compositeur) et crée une entreprise de création et de production musicale, Tatoo Music[réf. souhaitée].
Il retrouve Michel Sardou en 2017, pour lequel il compose et réalise avec Jean Mora, l'album Le Choix du fou. Il l'accompagne également dans son ultime tournée 2017-2018, La Dernière danse.
Resté proche de Johnny Hallyday, il porte le cercueil lors des obsèques de son ami en 2017.
À partir de 2019, il officie comme directeur musical dans l'émission Mask Singer, sur TF1.
En octobre 2020, il chante en duo avec Gilles Dreu le titre Le comptoir des amis et un clip réunissant les deux artistes est réalisé.
En 2021, il travaille sur l'enregistrement des tubes de la comédie musicale Je Vais t'Aimer basée sur les œuvres de Michel Sardou.
Le 8 avril 2022, il s'engage auprès de l'association « Victimes du COVID-19 » et de son président Lionel Petitpas pour soutenir la demande d'une journée de deuil national, afin d'honorer la mémoire des défunts du virus. Il interprète la chanson caritative « Jamais le temps n'effacera », écrite et composée par Ciramarios, avec « Le Collectif du Souvenir » : Fabienne Thibeault, Daniel Lévi, Gilles Dreu, Pierre Billon, Alain Turban, David Alexandre Winter, Elisa Delubac et la chorale "Le chœur des Polysons". Les bénéfices du single distribué par Universal Music Group, dont le dessin de la pochette a été réalisé par des jeunes handicapés de Montigny-Lès-Cormeilles, sont dédiés à la construction d'un mémorial.
Le 15 juin 2023, il intervient vocalement à la fin de la chanson « Et toi tu n'es plus là », hommage à Johnny Hallyday écrite et composée par Ciramarios, distribué par Universal Music Group. Il apparaît dans le clip aux côtés de Christian Gil, voix connue des rassemblements dédiés à l'idole et Ciramarios.
Pierre Billon participe comme batteur et percussionniste à la tournée d'adieu de Michel Sardou "Je me souviens d'un adieu" entre octobre 2023 et mars 2024 et figure sur les crédits du double CD de la tournée.
Le 24 mai 2024, il participe avec sa fille Marie au concert d'inauguration du Panthéon de la chanson, association patrimoniale visant à défendre et promouvoir la chanson française, en présence de nombreux artistes, à la mairie du 9e arrondissement de Paris.

## Publications
- Johnny, quelque part un aigle. 40 ans d'amitié avec Johnny Hallyday, HarperCollins, 2018.